# Erik Granat
Erik Granat (sinh ngày 9 tháng 8 năm 1995) là một cầu thủ bóng đá người Thụy Điển thi đấu cho GIF Sundsvall ở vị trí tiền vệ.